# Orient Beach State Park
Der Orient Beach State Park ist ein State Park im Gemeindegebiet von Town of Southold im Suffolk County (New York), New York, United States. Der Park bedeckt eine Fläche von 363 acre (1,47 km²) Der Park liegt an der Spitze der North Fork von Long Island.
Long Beach, im Gebiet des Parks, wurde 1980 zum National Natural Landmark erklärt. Die Halbinsel ist eine 2,5 mi (4 km) lange Nehrung, auf der deutlich die Sukzession von Salzmarschen zu Beständen von Virginischem Wacholder (red cedar) nachvollzogen werden kann.
Auf dem Parkgelände befindet sich auch das Orient Long Beach Bar Light (Bug Light).

## Geographie
Die Nehrung Long Beach ragt vom Nordostende der North Fork nach Südwesten in die Gardiners Bay ein. Die Wasserfläche zwischen der Nehrung und Orient wird auch als Peconic River bezeichnet und kann im weitesten Sinne zum Ästuar des Flusses gezählt werden, obwohl der Fluss aus Westen, aus Calverton kommt. Die Nehrung schließt mehr und mehr den nördlichen Arm des Flusses (Peconic River Little Bay, Long Beach Bay) vom Meer ab und wird sich in geologischen Zeiträumen möglicherweise mit der Insel Shelter Island verbinden. Nordöstlich des Parks ist eine Anlegestelle der Cross Sund Ferry.
Auf der Nehrung verläuft ein State Parkway bis Bens Point ungefähr in der Mitte der Nehrung. Der südwestlichste Zipfel der Nehrung heißt Long Beach Point und noch etwas weiter südöstlich, beinahe auf halbem Wege zum Cornelius Point von Shelter Island liegt das Orient Long Beach Bar Light.

## Freizeitmöglichkeiten

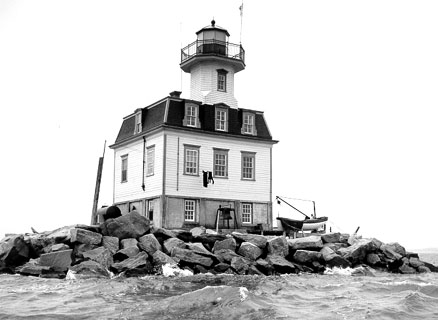
Orient Long Beach Bar Light at the tip of Orient Beach State Park.

Der Park bietet 45.000 ft (14 km/8,5 mi) Küstenlinie auf beiden Seiten des schmalen Sandstreifens. Es gibt einen Strand, Picknickmöglichkeiten, Spielplatz und einen Naturlehrpfad, sowie Möglichkeiten zu Wandern, Fahrrad zu fahren und zu Angeln. Campen ist nicht erlaubt.

### Beschränkungen für Boote
Seit 1997 ist es bei Strafe verboten mit Booten an der Küste des Parks anzulegen, damit die gefährdeten Vogelarten, wie Gelbfuß-Regenpfeifer, und die besonderen Pflanzengesellschaften ausreichend Schutz genießen.

## Flora und Fauna
Es gibt Nistgebiete von Fluss-Seeschwalben und Rosenseeschwalben, sowie Seegraswiesen in den angrenzenden Buchten.